# Chevrolet Citation
Chevrolet Citation - малий сімейний автомобіль компанії Chevrolet, що вироблявся в 1980-1985 роках. Виходив у трьох варіантах кузова: 2-дверному купе, 3-дверному і 5-дверному хетчбеку. Представлений вперше в квітні 1979 року як наступник Chevrolet Nova, зменшений в розмірах і мав всі ті ж функції. Створений на платформі GM X, автомобіль Chevrolet Citation мав передній привід і виготовлявся нарівні зі схожими Buick Skylark, Oldsmobile Omega, і Pontiac Phoenix. Випуск припинився в 1985 році після виходу моделей Chevrolet Beretta і Chevrolet Corsica. Всього вироблено 1642587 автомобілів типу Citation.